# Julie Dewintre
Julie Dewintre, née le 22 janvier 1915 à Grenay (Pas-de-Calais) et morte le 14 janvier 2015 à Divion, est une femme politique française, résistante puis dirigeante de l'Union des femmes françaises (UFF) et membre du comité central du Parti communiste (1950-1954) qui a animé dans le Pas-de-Calais la grève patriotique des cent mille mineurs du Nord-Pas-de-Calais en mai-juin 1941 puis les grèves de 1947, 1948 et 195.

## Biographie

### Avant-guerre
Fille d'ouvriers mineurs, Julie Mangez naît dans la petite ville minière de Grenay (Pas-de-Calais) et peu après sa naissance ses parents déménagent à Montigny-en-Gohelle (Pas-de-Calais), où son père, mineur de fond, a été muté, pour raison politique, à la fosse du Dahomey, où a démarré pendant la Seconde Guerre mondiale la grève patriotique des cent mille mineurs du Nord-Pas-de-Calais en mai-juin 1941.
Travaillant dans le textile aux filatures Agache à Seclin, elle prit une part active à la grève du 1er mai 1933 puis à l’occupation de son usine durant les grèves de 1936, reçut les conseils de Martha Desrumeaux, militante syndicaliste et communiste du Nord, qui participa à la négociation des accords de Matignon, créant par ailleurs une troupe de théâtre qui donna des représentations dans les fêtes du Parti communiste. Elle adhère au PCF au même moment.
Secrétaire d’un syndicat du textile, elle est remarquée par Félix Cadras, secrétaire de la fédération communiste du Pas-de-Calais reconstituée en 1937, rejoignant la direction fédérale, chargée de l’organisation de l’Union des jeunes filles de France, ancêtre de l'Union des femmes françaises (UFF).

### Résistance
Elle fit partie des femmes qui furent « les chevilles ouvrières » de la reconstitution du Parti communiste au début de la Résistance, car elles « tapent, portent et distribuent tracts et journaux clandestins », jouant « un rôle essentiel de liaison entre les militants de la JC ».
Avec son mari Albert Dewintre, de Loos-en-Gohelle, mineur de fond et délégué CGT, elle partit habiter dans cette ville du bassin minier, où en mai-juin 1941 elle anime la grande grève des mineurs, distribuant des tracts sur le marché et prenant la parole dans les corons pour appeler les femmes à soutenir les grévistes, puis devint l’agent de liaison du leader de la Résistance Julien Hapiot, dont elle avait été la marraine quand il s'était engagé dans les Brigades Internationales. Dès les mois précédant cette grève, elle participe aux manifestations de femmes dans le bassin minier.
Sous-lieutenant FTPF et responsable intertechnique du Nord et du Pas-de-Calais pour les groupes de femmes patriotes, elle contribue à la Libération à la création de l'UFF.

### Grèves de 1947-1948
Lors des grèves des mineurs de 1947-1948, elle organise des délégations de l'UFF en région parisienne pour la solidarité aux familles de grévistes et « impulse les mouvements de protestation contre l’emprisonnement des syndicalistes » puis intègre le bureau fédéral du PCF du Pas-de-Calais jusqu’en 1950. L'Humanité rapporte dans ses éditions des 27 janvier et 2 février 1948 que les épouses de mineurs mobilisées autour d'elles obtiennent « l’accélération des procédures et pour les familles un droit de visite régulier ».

### Guerre d'Indochine
Au moment des campagnes de l'UFF contre la guerre d'Indochine en 1949-1951, elle dénonce les menaces contre son journal Femmes françaises.
Ses articles font le lien entre le combat contre cette guerre et les grèves de 1953. Dès juin 1953, dans un article dans L'Humanité, peu avant la grève de 1953, elle explique que les femmes de mineurs se forment des délégations auprès « des municipalités » ou « auprès de la direction des usines » pour « présenter leurs revendications », et propose des journées revendicatives contre les « taxes de guerre ».
Deux mois après, le 11 août 1953, en pleines grèves de 1953, s'adressant directement au « gouvernement de Laniel-la-guerre », elle est l'auteure, en tant que secrétaire nationale de l’UFF, d'une motion de soutien « aux travailleurs en lutte », appelant « les ouvrières à unir dans chaque atelier les femmes contre la politique de guerre », mais aussi « les intellectuelles, les ménagères, les mères de famille à réclamer les crédits de vie ».
Se présentant selon Julie Dewintre comme un lieu unitaire entre des familles engagéee dans différents syndicats, l'UFF organise ensuite une « conférence des femmes de mineurs » à Bruay-en-Artois, dans le Pas-de-Calais, rassemblant « 800 femmes de toutes opinions » le 11 octobre 1953, qu'elle coordonne, en estimant qu'une « grève de mineurs sans les femmes est impensable » et en publiant des témoignages de femmes anonymes, certaines pour dénoncer les taxes « qui pèsent sur chaque denrée » et qui « servent à alimenter le budget de guerre, à poursuivre la guerre en Indochine ».

### Éviction du comité central du PCF
Son éviction du comité central du PCF et de la direction fédérale du PCF a lieu au même moment que celle d'Auguste Lecoeur dans les années 1950, au même titre que la syndicaliste Olga Tournade, depuis 1948 secrétaire de la Fédération des métaux CGT et de la confédération. Elle quitte cette instance lors du congrès de 1954. Lors de l'éviction d'Auguste Lecoeur, Jeannette Prin, autre militante de l'UFF du même département, lui reproche son « travail opportuniste » dans son département.
Lors de la réunion du comité central des 5 et 6 mars 1954, sa dernière dans cette instance, elle avait plaidé pour que l'UFF permette aux femmes de mineurs dont les maris sont syndiqués à la CGT puisse entraîner celles dont les maris sont syndiqués dans d'autres syndicats à participer à l’action, en soulignant que « des milliers de femmes ne sont pas prêtes à adhérer » mais « seraient d’accord de se rencontrer, de s’unir et ensemble trouver les moyens d’action pour faire aboutir leurs propres revendications ».